# Покутинцы
Покутинцы (укр. Покутинці) — село в Виньковецком районе Хмельницкой области Украины.
Население по переписи 2010 года составляло 1004 человека. Почтовый индекс — 32516. Телефонный код — 3846. Занимает площадь 2,51 км². Код КОАТУУ — 6820687001.

## Известные уроженцы
- Хлебовский, Станислав (1835—1884) — польский художник и путешественник.

## Местный совет
32516, Хмельницкая обл., Виньковецкий р-н, с. Покутинцы